# 1959 en musique
| \| • Retour à la chronologie générale de la musique populaire • \| |
| XXIe siècle • XXe siècle • XIXe siècle • XVIIIe siècle XVIIe siècle • XVIe siècle • XVe siècle • XIVe siècle XIIIe siècle • XIIe siècle • XIe siècle • Xe siècle IXe siècle • VIIIe siècle • Haut Moyen Âge • Rome • Grèce |
| • Retour à la chronologie générale de la musique populaire • |

| • Retour à la chronologie générale de la musique populaire • |

| Années de la musique populaire : 1956 - 1957 - 1958 - 1959 - 1960 - 1961 - 1962    |
| Décennies de la musique populaire : 1920 - 1930 - 1940 - 1950 - 1960 - 1970 - 1980 |

Cet article présente les faits marquants de l'année 1959 en musique.

## Évènements
- 3 février : un crash en avion tue Buddy Holly, The Big Bopper, et Ritchie Valens. Ce jour est connu comme The Day the Music Died (le jour où la musique est morte).
- 16 février : Édith Piaf s'effondre sur scène à New York.
- 11 septembre : Jacques Brel enregistre Ne me quitte pas.
- 19 octobre : première de l'émission Salut les copains sur Europe n° 1.
- 16 novembre : la comédie musicale La Mélodie du bonheur débute à Broadway avec comme vedette Mary Martin. Ce spectacle sera joué 1 443 fois.
- 17 août : sortie aux États-Unis de l'album Kind of Blue de Miles Davis, considéré comme un des meilleurs albums de jazz de tous les temps.
- 30 décembre : Johnny Hallyday participe à un radio-crochet et est remarqué par les paroliers Jil et Jan. Après cette rencontre, le jeune inconnu ne tarde pas à se voir proposer un contrat par la maison de disques Vogue.

## Disques sortis en 1959
- Albums sortis en 1959
- Singles sortis en 1959

## Succès de l'année en France
- Kalin Twins : When
- Dalida : Come prima
- Dalida : Guitare et tambourin
- Annie Cordy : La marche des gosses
- Guy Béart : L'Eau vive
- Jean Philippe : Oui, oui, oui, oui
- Sacha Distel : Ce serait dommage
- Dalida : Ciao, ciao bambina
- Gloria Lasso : Venus
- Les Compagnons de la chanson : Le marchand de bonheur

## Succès internationaux de l’année
Cette liste présente, par ordre alphabétique, les trente titres ayant eu le plus de succès dans les charts internationaux en 1959.
- Bobby Darin : Mack the Knife
- Bobby Darin : Dream Lover
- Chris Barber : Petite fleur (Little Flower)
- Cliff Richard : Living Doll
- Connie Francis : My Happiness
- Craig Douglas : Only Sixteen
- Elvis Presley : (Now and Then There's) A Fool Such as I
- Elvis Presley : A Big Hunk o' Love
- Elvis Presley : I Need Your Love Tonight
- Emile Ford & the Checkmates : What Do You Want to Make Those Eyes at Me For?
- Frankie Avalon : Venus
- Guy Mitchell : Heartaches by the Number
- Johnny & the Hurricanes : Red River Rock
- Johnny Horton : Battle of New Orleans
- Lloyd Price : (You've Got) Personality
- Lloyd Price : Stagger Lee
- Marty Robbins : El Paso
- Neil Sedaka : Oh Carol
- Paul Anka : Lonely Boy
- Paul Anka : Put Your Head on My Shoulder
- Ray Charles : What'd I Say
- Ritchie Valens : Donna
- Santo & Johnny : Sleepwalk
- The Browns : The Three Bells
- The Coasters : Charlie Brown
- The Drifters : There Goes My Baby
- The Flamingos : I Only Have Eyes For You
- The Fleetwoods : Mr Blue
- The Platters : Smoke Gets in Your Eyes
- Wilbert Harrison : Kansas City

## Récompenses
- États-Unis : 2e cérémonie des Grammy Awards
- Europe : Concours Eurovision de la chanson 1959

## Formations de groupes
- Groupe de musique formé en 1959

## Naissances
- 16 janvier : Sade Adu, chanteuse britannique du groupe Sade
- 17 janvier : Susanna Hoffs, chanteuse américaine et guitariste du groupe The Bangles
- 14 mai : Patrick Bruel, chanteur et acteur français
- 20 mai : 
  - Daniel Darc, chanteur français († 28 février 2013).
  - Israel Kamakawiwoʻole, chanteur hawaïen
- 1er juin : Alan Wilder, claviériste, compositeur, arrangeur et producteur anglais, ex-membre de Depeche Mode et membre de Recoil
- 22 juin : Stéphane († 27 février 1999) et Nicola Sirkis, membres et leaders du groupe Indochine
- 29 juillet : John Sykes, Guitariste anglais († 20 janvier 2025).
- 9 septembre : Eric Serra, compositeur français
- 9 octobre : Thomas Wydler, batteur suisse
- 30 octobre : Vincent Lagaf', chanteur et humoriste français
- 5 novembre : Bryan Adams, auteur-compositeur-interprète de rock canadien
- 28 décembre : Ana Torroja, auteur-compositrice-interprète espagnole

## Décès
- 3 février : Buddy Holly (22 ans), Ritchie Valens (17 ans) et The Big Bopper (28 ans), chanteurs américains de rock 'n' roll, meurent dans un accident d'avion.
- 15 mars : Lester Young, saxophoniste ténor de jazz.
- 17 juillet : Billie Holiday (44 ans), chanteuse de blues et de jazz américaine.